# Протопопов, Николай Андреевич
Николай Андреевич Протопопов (1858—1891) — русский медик-бактериолог; доктор медицины.

## Биография
Родился в 1858 году.
До 1878 года учился во Владимирской духовной семинарии, из IV-го класса которой перешёл в Императорский Харьковский университет, по окончании которого был оставлен в нём. Будучи студентом пятого курса, получил золотую медаль за работу о мочекровии.
В последующие года Николай Андреевич Протопопов состоял сверхштатным ординатором Александровской больницы в Харькове и был членом Общества харьковских врачей, в «Протоколах» которого уже на следующий год после окончания университета напечатал свои доклады: «Наблюдения над способом лечения язв по Гамильтону», «Случай герниотомии в сельской земской практике» (1884). 
В январе 1886 года он был признан стипендиатом для приготовления к профессуре по кафедре общей патологии. В этом же году был направлен в Пастеровский институт в Париже для ознакомления с методом приготовления вакцины против бешенства и, после возвращения, с 1887 по 1889 год заведовал Харьковской бактериологической станцией.
В 1888 году занял должность ассистента при кафедре общей патологии, которой заведовал С. Д. Костюрин. В том же году защитил диссертацию, получил степень доктора медицины и в 1889 году послан «для научного усовершенствования» за границу. 
Главным предметом его изысканий была бактериология; в последние годы жизни Николай Андреевич Протопопов работал над сапом в лаборатории Pasteur’а, причем заразился этой болезнью и умер от неё 30 августа (11 сентября) 1891 года в Харькове. 
Результатом научной деятельности доктора Протопопова был целый ряд изданных научных трудов, главным образом, по бактериологии, в том числе — диссертация на степень доктора медицины: «Основы предохранительных прививок бешенства» (Харьков, 1888).